# Cantonul Chécy
Cantonul Chécy este un canton din arondismentul Orléans, departamentul Loiret, regiunea Centru, Franța.

## Comune
- Boigny-sur-Bionne
- Bou
- Chécy (reședință)
- Combleux
- Donnery
- Mardié
- Marigny-les-Usages